# Neoconocephalus tenuicauda
Neoconocephalus tenuicauda är en insektsart som först beskrevs av Scudder, S.H. 1869.  Neoconocephalus tenuicauda ingår i släktet Neoconocephalus och familjen vårtbitare. Inga underarter finns listade i Catalogue of Life.